# 베르크야루크
뤼큰엣딘 에뷜무자페르 베르크야루크 이븐 멜리크샤(튀르키예어: Rükneddin Ebü’l-Muzaffer Berkyaruk b. Melikşah, 아제르바이잔어: Rüknəddin Əbülmüzəffər Börkiyaruq ibn Məlikşah, 투르크멘어: Ebu Muzaffar Rukneddin Berkýaryk bin Mälikşa, 페르시아어: ركن الدين أبو المظفر برکیارُق بن ملكشاه Rukn al-Dīn Abū al-Muẓaffar Barkiyāruq ibn Malik-Shāh; 1081년 6월 ~ 1104년 12월 22일)는 셀주크 제국의 술탄(재위: 1094년2월 3일 ~ 1104년12월 22일)이다. 베르크야루크는 멜리크샤의 맏아들이었으나, 멜리크샤가 죽을 당시 고작 11살이었다. 따라서 베르크야루크의 치세는 이란과 비옥한 초승달 지대를 다스렸던 셀주크 제국의 몰락이 시작된 시점으로 파악된다. 베르크야루크(튀르키예어: Berkyaruk)란 튀르크어로 “강렬한 빛”을 의미한다.

## 생애
베르크야루크는 1081년 6월에 이스파한에서 태어났다. 그의 아버지는 술탄 멜리크샤였고, 어머니는 또다른 셀주크의 후예, 아미르 야쿠티의 딸 쥐베이데 하툰이었다. 본래 멜리크샤에게는 카라한 칸국의 공주, 테르켄 하툰과의 사이에서 태어난 두 아들, 다우드와 아부 슈자가 있었으나, 모두 멜리크샤에 앞서 죽었었다. 테르켄 하툰은 자신의 아들, 마흐무드를 후계자로 만들기 위해 노력했으나, 니잠 알물크는 마흐무드가 너무 어리다는 이유로 이를 반대했다. 이 갈등은 니잠 알물크가 1092년 10월 14일에 암살당하면서, 테르켄 하툰의 승리로 끝이 나는 듯 했다.
그해 11월 중순, 멜리크샤 역시 열병으로 사망하였고, 테르켄 하툰과 타즈 알물크 아불가나임은 마흐무드 1세를 이스파한에서 술탄으로 옹립했다. 당시 마흐무드는 고작 4살에 불과했다. 이에 퀴르보아는 이스파한에 머무르던 베르크야루크를 데리고 라이로 도주, 니잠파와 함께 베르크야루크를 라이에서 술탄으로 옹립했다. 1093년 1월 17일, 테르켄 하툰의 군대와 베르크야루크의 군대는 라리스탄의 보루제르드 근처에서 격돌했다. 베르크야루크의 군대가 승리하였고, 테르켄 하툰의 군대는 패퇴했다. 베르크야루크 군은 곧장 하마단으로 입성했다. 이후 두 사람은 조약을 맺어, 마흐무드는 이스파한과 파르스를 비롯한 제국의 서쪽을, 베르크야루크는 나머지 동쪽 지역의 통치자가 되기로 합의했다.
그러나 테르켄 하툰은 여기서 포기하지 않았다. 그는 베르크야루크의 외삼촌이자 또다른 셀주크 왕조의 왕자, 아제르바이잔의 왕 이스마일 이븐 야쿠티에게 베르크야루크를 공격한다면 그와 결혼하겠다는 제의를 보냈다. 이스마일은 이 조건을 받아들여, 아제르바이잔과 아란 지방의 튀르크멘을 모아 베르크야루크를 향해 진군했다. 베르크야루크와 이스마일의 군대는 하마단과 이스파한 사이의 카라지 평원에서 격돌했고, 베르크야루크는 다시 한번 승리를 거두었다. 베르크야루크의 아타베그였던 귀무쉬 테긴은 이스마일에게 사형을 선고했다. 테르켄 하툰은 이제 투투쉬와 접촉하려 했으나, 1094년에 급사했다. 그 한 달 뒤에 그녀의 아들, 마흐무드도 뒤를 따랐다.
베르크야루크는 그대로 바그다드로 진군했다. 칼리프 알무크타디는 베르크야루크에게 뤼큰엣딘(튀르키예어: Rükneddin, 아랍어·페르시아어: ركن الدين Rukn al-Dīn[*])이라는 존칭을 내리며, 술탄으로 책봉했다. 1094년 2월 3일, 베르크야루크의 이름으로 후트바가 진행되었다. 그리하여 베르크야루크는 위대한 술탄, 세계와 신앙의 기둥, 알무자파르의 아버지, 베르크야루크, 신도들의 사령관의 오른팔(아랍어: سلطان الأعظم ركن الدولة و الدين بركيارق يمين امير المؤمنين Sulṭān al-A`ẓam Rukn al-Dawla wa al-Dīn Abu al-Muẓaffar Barkiyāruq Yamīn Amīr al-Mu'minīn[*])이라 불리게 되었다.
그러나 베르크야루크의 전쟁은 끝이 나지 않았다. 아직 그의 지위를 위협하는 두 사람의 왕자가 있었다. 첫번째는 시리아의 왕, 타즈엣데블레 투투쉬였다. 멜리크샤가 죽은 직후 투투쉬는 제위를 차지하기 위해 모술, 누사이빈, 안타키야, 알레포, 하란, 라카 등을 장악하고 칼리프에게 자신을 셀주크 제국 전체의 술탄으로 책봉해달라고 요구했다. 알레포의 태수 아크순쿠르 알하지브나 우르파의 태수 보잔 등은 베르크야루크 지지의사를 표했다가 투투쉬의 손에 죽었다. 테르켄 하툰이 죽었음에도 투투쉬는 이란 고원을 향해 진군하기 시작했다.
베르크야루크와 투투쉬의 군대는 라이 인근에서 격돌했다 (1095년 2월 26일). 멜리크샤의 깃발을 본 투투쉬의 병사들은 베르크야루크에게 항복하기 시작했다. 투투쉬는 전투의 와중에 숭구르자라는 아미르의 칼에 전사했다. 베르크야루크는 전투에 승리한 직후 투투쉬의 측근들을 용서했고, 투투쉬의 영지는 투투쉬의 아들들에게 분할해주었다. 그 결과 베르크야루크의 지위는, 최소한 이란과 이라크에서는 안정되었다.
또 다른 위협은 후라산을 분봉받은 삼촌, 아르슬란 아르군이었다. 아르슬란 아르군은 후라산의 왕으로 책봉되어, 이전의 차으르 베이와 같은 지위에 오르기를 요구했다. 베르크야루크는 동생, 아흐마드 산자르를 명목상의 지휘관으로 하여 일군을 후라산에 파견했다. 아르슬란 아르군은 휘하에 있던 노예의 손에 살해당했다 (1097년). 베르크야루크는 산자르를 후라산의 왕으로 임명했다. 이후 아흐마드 산자르는 약 60년 동안 후라산의 지배자로 군림했다.
아르슬란 아르군의 반란을 진압한 직후에야 베르크야루크는 제국 전체의 군주로 인정받을 수 있었다. 간자와 후라산의 왕으로는 각각 동생인 무함메드 타파르와 아흐마드 센제르가 임명되었다. 알레포의 왕과 다마스쿠스의 왕은 투투쉬의 두 아들, 르드완과 두카크에게 주어졌다. 아나톨리아 지역은 클르츠 아르슬란 1세에게 맡겨졌다. 키르만의 왕으로는 투란 샤가 임명되었다.
그러나 이 평화는 오래가지 않았다. 베르크야루크의 재상으로 봉직하던 니잠 알물크의 아들 무아이드 알물크는, 그 지위를 잃어버린 다음 무함메드 타파르의 재상으로 임명되었다. 무아이드 알물크는 무함메드 타파르를 충동하여 반란을 일으켰다. 당시 무함메드 타파르는 17살으로, 무아이드는 타파르의 어린 나이를 이용해 자신의 권력을 더 늘리려 했던 것으로 보인다. 타파르의 군대는 곧장 라이를 장악하고 바그다드까지 진군하여 곧 칼리프, 알무스타지르의 겁박하여 술탄으로 인정받았다 (1099년 11월 4일). 이후 타파르와 베르크야루크의 군대는 5년동안 전쟁을 거듭했으나, 어느쪽도 승자가 되지는 못했다. 결국, 1104년에 양자는 제국을 분할하기로 합의했다. 베르크야루크는 술탄으로써, 무함메드 타파르는 왕으로 명목상 베르크야루크의 종주권을 인정했다. 타파르는 이라크 남부, 이란 북부, 디야르 바크르, 모술 그리고 시리아를 다스리기로 했다. 베르크야루크는 바그다드와 나머지 이란 지역을 다스리기로 하였다.
어찌되든 베르크야루크는 명목상이나마 제국 전체의 술탄으로 인정받았다. 그는 이스파한에서 바그다드로 이동하는 길에 병에 걸렸다. 생의 마지막이 다가왔음을 직감한 베르크야루크는 휘하의 아미르들을 불러모았다. 그는 5살난 어린 아들, 멜리크샤을 후계자로 지목하며, 아야즈를 아타베그로 임명했다. 이후 아미르들과 아들을 바그다드로 보내고, 그 스스로는 이스파한으로 귀환을 개시했으나, 1104년 12월 22일, 보루제르드 인근에서 죽었다. 그의 유해는 이스파한으로 보내져 셀주크 왕가의 무덤에 안치되었다.

아타베그와 함께 바그다드로 보내진 멜리크샤는 칼리프 알무스타지르에게 젤랄윗데블레(튀르키예어: Celâlüddevle)라는 존칭과 함께 술탄으로 책봉받았다 (1105년 1월 12일). 그러나 베르크야루크가 죽었다는 소실을 들은 무함메드 타파르는 즉각 바그다드로 진군, 1105년 2월 10일, 도시에 입성했다. 바그다드의 서쪽은 무함메드 타파르의 이름으로 후트바가 진행되었고, 동쪽은 멜리크샤의 이름으로 후트바가 진행되었다. 그러나 차츰 무함메드 타파르에게 세력이 몰리게 되자, 아야즈와 멜리크샤는 술탄위 주장을 포기했다. 무함메드 타파르는 1105년 2월 13일, 술탄으로 책봉되었다.
| 말리크샤 1세 | 제5대 셀주크 제국의 술탄 1094년 ~ 1104년 | 말리크샤 2세 |

## 참고 문헌
1. ↑  C. E., Bosworth (1988). “Barkīāroq”. 《Encyclopædia Iranica, online edition》. 2019년 6월 6일에 확인함.
2. 1 2 3 4 5 6  Özaydın, Abdülkerim (1992). “Berkyaruk”. 《TDV İslâm Ansiklopedisi》. 2019년 6월 6일에 확인함.
3. ↑  Durand-Guédy, David (2012). “Malekšāh”. 《Encyclopædia Iranica, online edition》. 2019년 6월 6일에 확인함.
4. ↑  Bosworth, C.E. (1968). 〈The Iranian world (A.D. 1000 - 1217)〉. 《The Cambridge History of Iran, Vol. 5: The Saljuq and Mongol Periods》. Cambridge University Press. 105쪽.
5. 1 2 3  Özaydın, Abdülkerim (2012). “Tutuş”. 《TDV İslâm Ansiklopedisi》. 2019년 6월 9일에 확인함.
6. ↑  Peacock, A.C.S. (2015). 《The Great Seljuk Empire》. Edinburgh University Press. 76쪽.
7. ↑  Peacock, A.C.S. (2015). 《The Great Seljuk Empire》. Edinburgh University Press. 77쪽.
8. ↑  Peacock, A.C.S. (2015). 《The Great Seljuk Empire》. Edinburgh University Press. 78~79쪽.
9. ↑  Özaydın, Abdülkerim (2005). “Muhammed Tapar”. 《TDV İslâm Ansiklopedisi》. 2019년 6월 9일에 확인함.